# Тернівка (Новомиколаївська селищна громада)
Терні́вка — село в Україні, у Новомиколаївській селищній громаді Запорізького району Запорізької області. Населення становить 137 осіб. До 2020 року орган місцевого самоврядування — Терсянська сільська рада.

## Географія
Село Тернівка розташоване за 71 км від обласного центру та за 8 км від адміністративного центру громади — селища Новомиколаївка, на правому березі річки Верхня Терса, вище за течією на відстані 1,5 км розташоване село Терсянка, нижче за течією на відстані 2 км розташоване село Мар'янівка, на протилежному березі — село Вікторівка. Селом тече річка Балка Черемисова та пролягає автошлях територіального значення Т 0408.

## Історія
Дата заснування села достеменно невідома. 
7 (20) листопада 1917 року, відповідно до Третього Універсалу Української Центральної Ради, увійшло до складу Української Народної Республіки. 
12 червня 2020 року, відповідно до розпорядження Кабінету Міністрів України № 713-р «Про визначення адміністративних центрів та затвердження територій територіальних громад Запорізької області», Терсянська сільська рада об'єднана з Новомиколаївською селищною громадою.
19 липня 2020 року, в результаті адміністративно-територіальної реформи та ліквідації Новомиколаївського району, село увійшло до складу Запорізького району.

## Населення

### Мова
Розподіл населення за рідною мовою за даними перепису 2001 року:
| Мова       | Кількість | Відсоток |
| ---------- | --------- | -------- |
| українська | 127       | 92.7%    |
| російська  | 10        | 7.3%     |
| Усього     | 137       | 100%     |